# Amit Rahav
Amit Rahav (en hébreu : עמית רהב), né le 9 août 1995 à Tel Aviv-Jaffa, est un acteur israélien. Il est surtout connu pour son rôle de Yanky Shapiro dans la mini-série Netflix sortie en 2020, Unorthodox. 

## Jeunesse
Amit Rahav est né à Tel Aviv-Jaffa en Israël d'une mère britannique et d'un père israélien. Sa famille est anglophone. Ses parents sont divorcés. Il est élevé dans le sécularisme juif et continue de se définir comme tel. 
À 18 ans, il commence son service militaire de 3 ans au sein de l'armée de défense d'Israël dans la troupe de théâtre et de divertissement. Il est conseiller d'art dramatique à Atlanta (Géorgie, États-Unis), au Camp Ramah Darom pendant trois mois à l'été 2016 par l'intermédiaire de l'Agence juive pour Israël,,.

## Carrière
Depuis la fin de son service militaire, Amit Rahav apparait dans plusieurs films et émissions de télévision. Il obtient son premier rôle significatif dans l'émission de télévision israélienne Mispacha Sholetet. Il a depuis joué dans diverses autres émissions israéliennes. En 2015, il apparait dans deux épisodes de la série télévisée à suspense américaine Dig. 
En 2016, il apparait dans Flashback, une émission israélienne pour adolescents, incarnant Aviv, un étudiant révélant son homosexualité au cours de l'émission. Ce personnage est entré dans l'histoire de la télévision israélienne comme le premier personnage gay dans une émission pour enfants. 
En 2020, Amit Rahav interprète Yanky Shapiro dans la mini-série germano-américaine Unorthodox dans laquelle il joue en anglais et en yiddish. En avril 2020, il signe avec l'agence artistique Lighthouse Management & Media. En 2023, il est Thomas Lovegrove dans la série Transtlantique diffusée sur Netflix.

## Vie privée
Amit Rahav est en 2022 étudiant en deuxième année au Yoram Loewenstein Performing Arts Studio à Tel Aviv. Il a pris congé de l'école durant le tournage de la mini-série Unorthodox et a dû auditionner à nouveau pour réintégrer l'école. Il est ouvertement homosexuel.  
Sa partenaire à l'écran dans Unorthodox, Shira Haas, fut sa voisine durant son adolescence et est son amie depuis 10 ans. 

## Filmographie

### Télévision
| An        | Titre                                      | Rôle                | Remarques                                                   | Réf.   |
| --------- | ------------------------------------------ | ------------------- | ----------------------------------------------------------- | ------ |
| 2014-2016 | Mishpacha Sholelet                         | Hanan               | Rôle récurrent                                              | [ 12 ] |
| 2015      | Creuser                                    | Aaron               | Apparition dans deux épisodes (Série télévisée USA Network) | [ 8 ]  |
| 2015      | L'Hitgaber                                 |                     | Série télévisée israélienne pour adolescents                | [ 13 ] |
| 2015      | Total Drama Presents: The Ridonculous Race | Mickey              | Doublage en hébreu                                          | [ 13 ] |
| 2016      | Wild Horses                                | Nadav               | Apparition dans un épisode                                  | [ 13 ] |
| 2016      | Flashback                                  | Aviv                | Série télévisée israélienne pour adolescents                | [ 13 ] |
| 2018      | Trening                                    | Stav                | Série jeunesse israélienne                                  | [ 5 ]  |
| 2020      | Cash Register                              | Michael Eshet Bloom | Apparition dans un épisode                                  | [ 8 ]  |
| 2020      | Unorthodox                                 | Yanky Shapiro       | Rôle récurrent (Minisérie Netflix)                          | [ 5 ]  |

### Film
| An   | Titre      | Remarques      | Réf.  |
| ---- | ---------- | -------------- | ----- |
| 2018 | Les damnés | Film israélien | [ 8 ] |